# Netrocera satanas
Netrocera satanas är en fjärilsart som beskrevs av Erich Martin Hering 1931. Netrocera satanas ingår i släktet Netrocera och familjen Thyrididae. Inga underarter finns listade i Catalogue of Life.